# Брегалья
46°20′ с. ш. 9°32′ в. д.
Брегалья или Бергелль (итал. Val Bregaglia, нем. Bergell, на брегальском диалекте — Val Bargaja) — альпийская долина в юго-западной части швейцарского кантона Граубюнден, спускающаяся в южном направлении (в сторону Италии) от перевала Малоя (нем. Malojapass, 1 815 над уровнем моря) до высоты 333 м. Нижняя часть долины является территорией Италии (провинция Сондрио).

## География
В долине Брегалья берёт своё начало река Мера (итал. Mera), в Швейцарии называющаяся Маира (Maira).
В верхней части долины расположено искусственное озеро Альбинья (нем. Albignasee, итал. Lago da l'Albigna, романш. Lägh da l'Albigna), созданное в 1959 году для работы гидроэлектростанций.

## Административное деление
До 1 января 2010 года швейцарская часть долины Брегалья разделялась на следующие коммуны:
- Бондо,
- Викосопрано,
- Кастазенья,
- Сольо,
- Стампа,

входившие в округ Малоя.
Город Викосопрано служил административным центром долины.
С 1 января 2010 года эти пять коммун объединены в единую новую коммуну округа Малоя Брегалья (de: Bregaglia) с центром в городе Промонтоньо.
В итальянской части долины расположены две коммуны:
- Вилла-ди-Кьявенна
- Пьюро

## Население
Швейцарская часть долины населена преимущественно протестантами, переселившимися сюда из Италии в середине XVI века.
Помимо итальянского языка, часть населения разговаривает на местом диалекте «Bargajot», сильно напоминающем рето-романский язык, на котором разговаривают жители соседнего Верхнего Энгадина. Жители Сольо и ряда других населённых пунктов разговаривают на своих суб-диалектах.

## История
По одной из версий долина унаследовала своё название от проживавшего в ней во время до-романского периода племени Bergalei. По другой версии название региона происходит от лат. Praegallia.
В нижней части долины Брегалья 4 сентября 1618 года произошёл сильный горный обвал. От горы Конто (Conto) откололся большой кусок и вызвал огромный камнепад, в результате которого погибло около 2430 жителей городка Пьюро и деревни Килано (Шилан).

## Культура и искусство
Брегалья стала широко известна благодаря творчеству итальянского художника Джованни Сегантини и художников из семьи Джакометти из Стампы. Также в Брегеле проживала швейцарская художница Эльвеция Мишель-Балдини (de:Elvezia Michel-Baldini), некоторое время провёл в Сольо Райнер Мария Рильке.

## Туризм
По долине Брегалья проходит популярная маркированная туристическая тропа «Via Bregaglia».